# 19e arrondissement de Budapest
Le 19e arrondissement de Budapest (hongrois : Budapest XIX. kerülete ou Kispest) est un arrondissement de Budapest, capitale de la Hongrie.

## Localisation
Le 19e arrondissement est situé à l'est de Budapest.

## Quartiers
L'arrondissement contient les quartiers suivants :
- Kispest
- Wekerletelep